# Roller tout terrain
 (août 2010).
Si vous disposez d'ouvrages ou d'articles de référence ou si vous connaissez des sites web de qualité traitant du thème abordé ici, merci de compléter l'article en donnant les références utiles à sa vérifiabilité et en les liant à la section « Notes et références ».
Le Roller Tout Terrain couramment appelé RTT (Off Road skating en anglais) est une discipline de loisirs qui consiste à descendre en patin à roulettes les pentes de terre et d'herbe des stations de ski. Cette discipline rejoint également la pratique du Roller Joering (roller tracté par un cheval sur un chemin de terre) et kite-roller (roller tracté par une aile de kite surf sur les plages de sable dur)

## Matériel

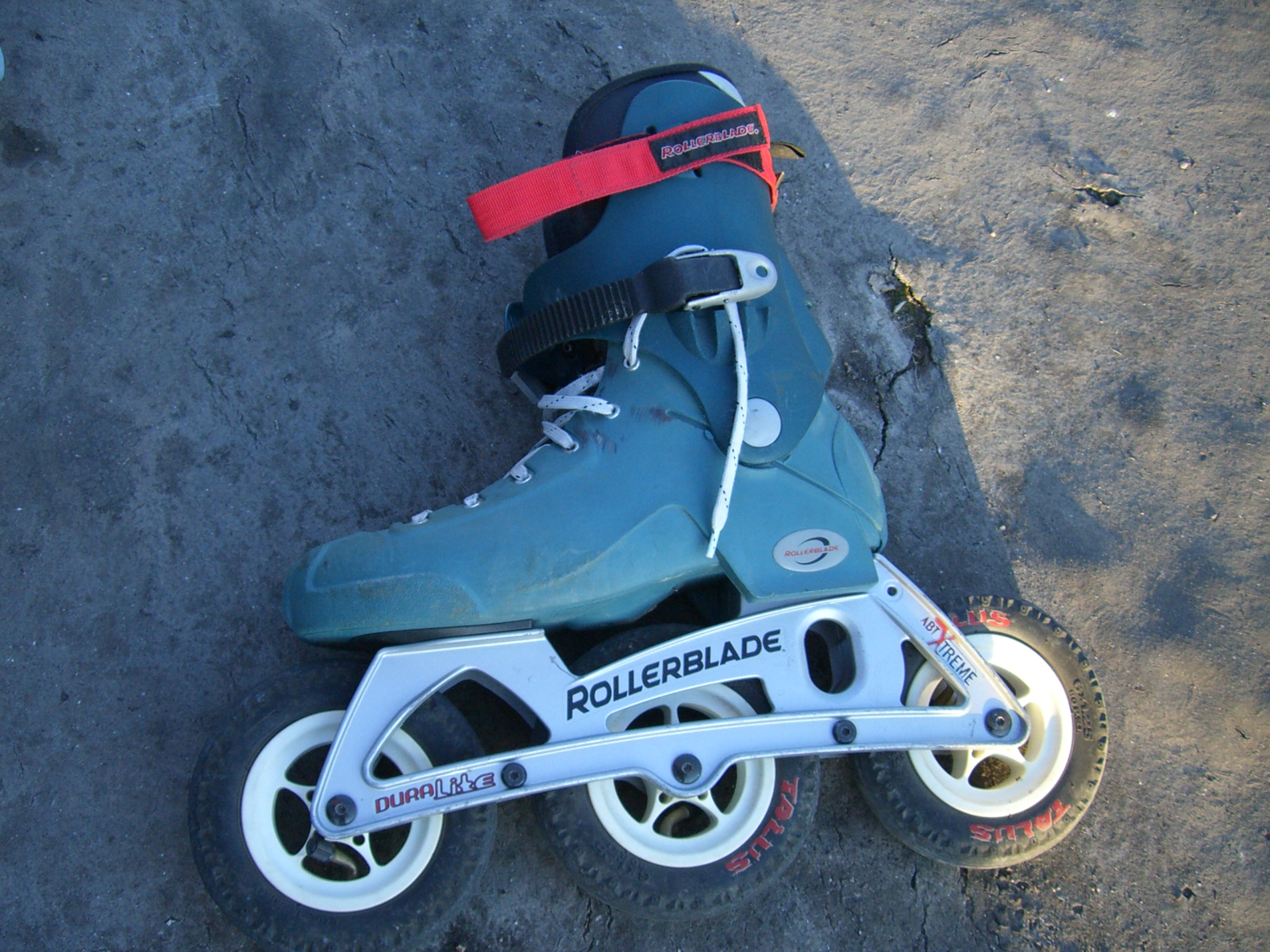
Coyote Rollerblade pointure 45

Le roller tout terrain s'est imposé en douceur depuis le lancement en 1998 du modèle Rollerblade Coyote (roller à trois roues gonflables de 15 cm de diamètre chacune), ce modèle n'est plus fabriqué depuis 2001.
La pratique du roller tout terrain impose un certain nombre de précaution, en particulier en ce qui concerne la sécurité. Ainsi les pratiquants utilisent des genouillères, coudières et protèges poignets ; et quelquefois des équipements de protection particuliers : dorsale, casque intégral, crash pad (culotte rembourrée) et plus rarement protège-tibia et plastron.

## Pratiques
Station de ski :
Ce sont les stations de ski ouvertes l'été (Alpes et Pyrénées) où l'on pratique librement grâce aux remonte-pentes et aux télécabines.

## Photos

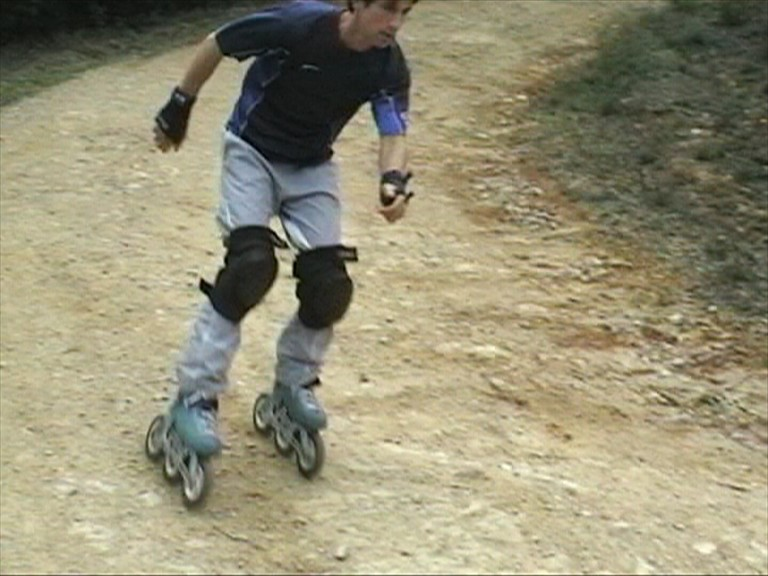
Laroque des Albères, France
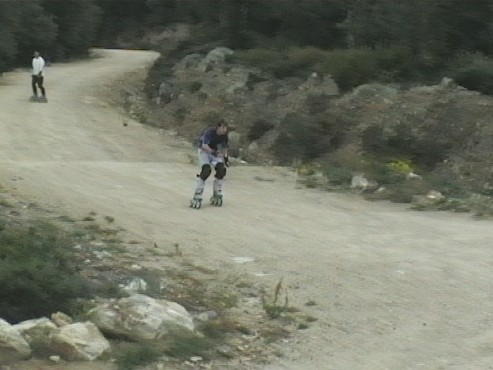
Laroque des Albères, France
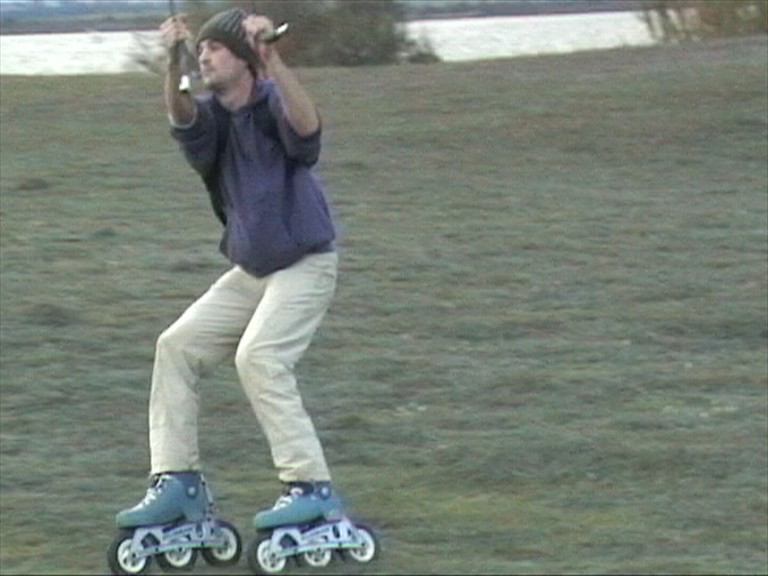
Kite roller, Canet en Roussillon, France
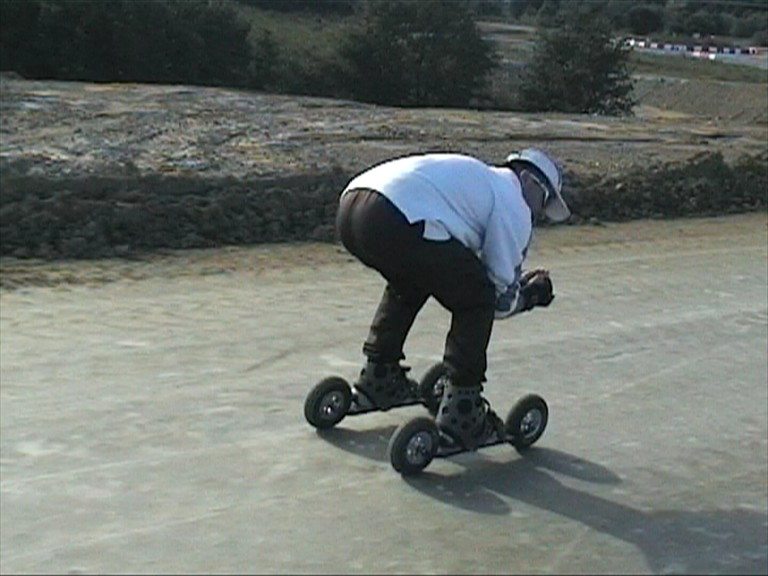
Trailskate, Perpignan, France